# Pietro Bianchi (peintre)
Pour les articles homonymes, voir Pietro Bianchi et Bianchi.
Pietro Bianchi dit Il Creatura, né en 1694 et mort le 2 mars 1740, est un peintre italien, actif à Gênes et à Rome.

## Biographie
Son père, Giovanni Bianchi, tonnelier originaire de Sarzana en Ligurie, s'installe à Rome en 1682. Pietro est baptisé en 1694 à l'église San Salvatore alle Coppelle dans le rione de Sant'Eustachio. Son père meurt alors que Pietro a deux ans ; il est élevé par sa sœur dont le mari était au service du marquis Marcello Sacchetti. Ce dernier remarque les capacités artistiques du jeune Pietro. Il entre dans l'atelier du peintre Giacomo Triga, puis dans celui du peintre d'origine génoise Giovan Battista Gaulli dit il Baciccio ; en 1707, à l'âge de 13 ans, il remporte un concours de peinture organisé par l'Accademia di San Luca, ce qui lui vaut le surnom de Il creatura, sarcasme des autres concurrents en raison de son jeune âge et son corps peu développé. En 1709, à la mort de Gaulli, il entre dans l'atelier de Giuseppe Ghezzi puis dans celui de Benedetto Luti. 
En 1735, il est nommé membre de l'Accademia di San Luca.

## Œuvres
Pietro Bianchi a peint des tableaux religieux, des portraits ainsi que des tableaux représentant des animaux, des fleurs et des fruits.
Il peint une Sainte Claire à Gubbio. Il réalise une Immaculée Conception pour un tableau d'autel dans la Cappella del Coro à la basilique Saint-Pierre du Vatican ; en 1727, ce retable est transféré avec onze autres à la basilique Santa Maria degli Angeli e dei Martiri à Rome, dans le transept gauche, afin de sauver ces peintures de l'humidité (une copie en mosaïque des tableaux est réalisée dans la basilique Saint-Pierre).

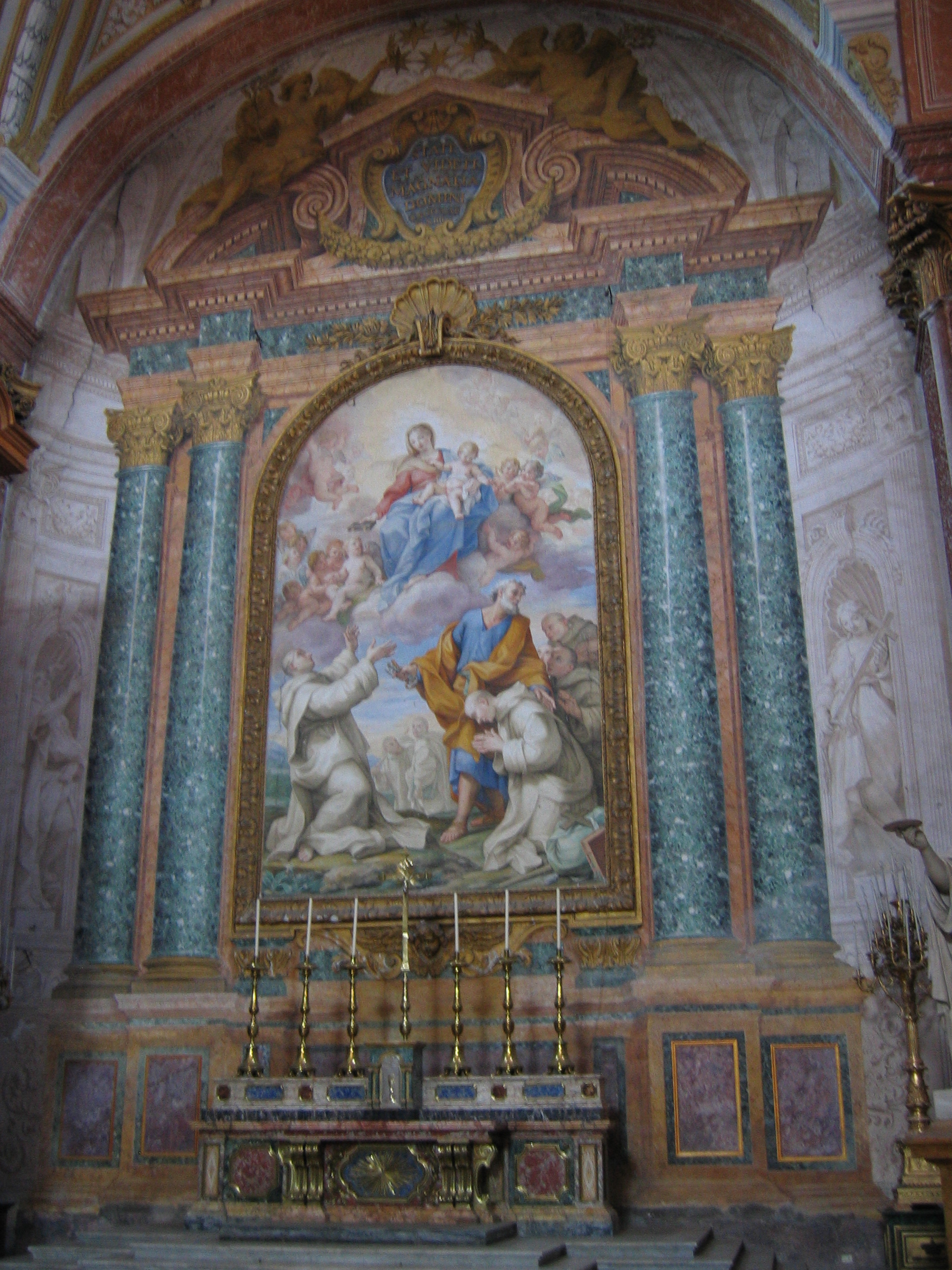
Immaculée Conception, à Santa Maria degli Angeli, Rome

Le musée de Chambéry expose un Portrait d'homme,. Le Musée du Louvre conserve de lui un tableau religieux, Saint François de Paule en extase et deux dessins Tobie rendant la vue à son père et La Fuite en Egypte.

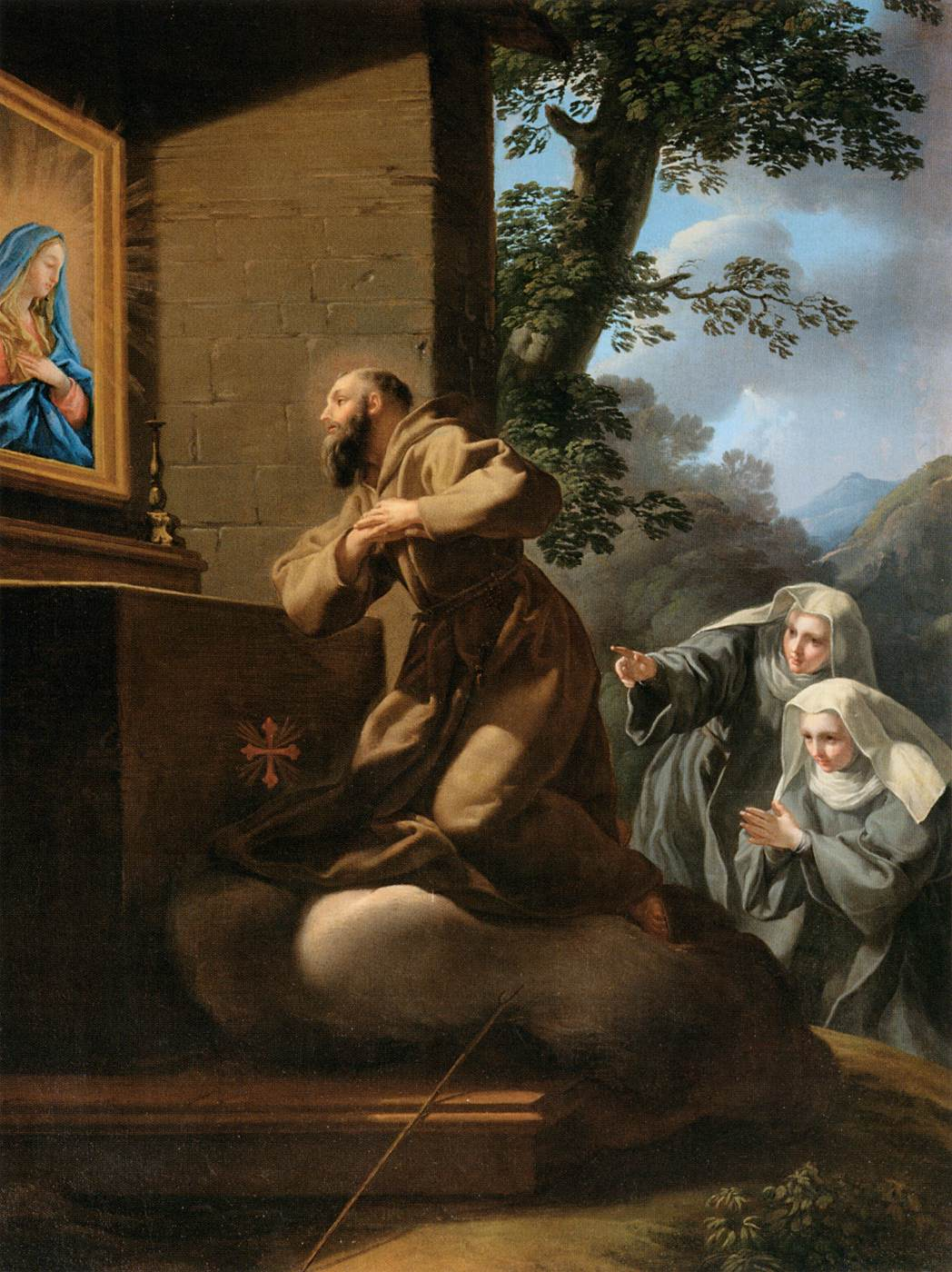
Saint François de Paule en extase

Un Paysage avec saint François d'Assise conservé au musée du Prado à Madrid lui est attribué.